# Космос-2118
Космос-2118 је један од преко 2400 совјетских вјештачких сателита лансираних у оквиру програма Космос.
Космос-2118 је лансиран са космодрома Плесецк, СССР, 22. децембра 1990. Ракета-носач Циклон-3 је поставила сателит у орбиту око планете Земље. Маса сателита при лансирању је износила 220 килограма. Космос-2118 је био комуникациони сателит.